# Dynatus nigripes
Dynatus nigripes là một loài côn trùng cánh màng trong họ Sphecidae, thuộc chi Dynatus. Loài này được Westwood in Griffith miêu tả khoa học đầu tiên năm 1832.